# Громов, Александр Ильич
Александр Ильич Громов (2 августа 1919, Старицкий уезд, Тверская губерния — 14 апреля 1968, Ленинград) — младший лейтенант Советской Армии, участник Великой Отечественной войны, Герой Советского Союза (1944).

## Биография
Александр Громов родился 2 августа 1919 года в деревне Чухино (ныне — Старицкий район Тверской области) в крестьянской семье. Окончил начальную школу, работал в колхозе, затем кровельщиком на одной из московских строек. В 1939 году Громов был призван на службу в Рабоче-крестьянскую Красную Армию. С июня 1941 года — на фронтах Великой Отечественной войны. В боях пять раз был ранен и два раза контужен. Участвовал в Курской битве, освобождении Орловской области. К февралю 1944 года старший сержант Александр Громов командовал орудием 1956-го истребительно-противотанкового артиллерийского полка 40-й истребительно-противотанковой артиллерийской бригады 3-й армии Белорусского фронта. Отличился во время освобождения Гомельской области Белорусской ССР.
21 февраля 1944 года Громов одним из первых в полку вместе со своим расчётом переправился через Днепр в районе деревни Вищин Рогачёвского района и прикрывал переправу стрелковых подразделений. В ходе боёв на подступах к Рогачёву на берегу Друти расчёт Громова первым выкатил своё орудие на открытую огневую позицию и был обстрелян противником в то время как другие орудия беспрепятственно заняли свои позиции. Огнём своего орудия расчёт уничтожил вражескую миномётную батарею. Когда разорвавшийся снаряд вывел из строя весь расчёт, а самого Громова ранил в колено и руку и контузил, командир расчёта сам встал к орудию и продолжил вести огонь, уничтожив 2 немецких пулемёта, пока не потерял сознание от потери крови.
Указом Президиума Верховного Совета СССР от 1 июля 1944 года за «образцовое выполнение боевых заданий командования в боях за освобождение Белоруссии и проявленные при этом мужество и героизм» старший сержант Александр Громов был удостоен высокого звания Героя Советского Союза с вручением ордена Ленина и медали «Золотая Звезда» за номером 3105.
После окончания войны Громов продолжил службу в Советской Армии. В 1946 году в звании младшего лейтенанта он был уволен в запас. Проживал в Ленинграде, работал строителем. Умер 14 апреля 1968 года.
Был также награждён орденами Отечественной войны 2-й степени и Красной Звезды, а также рядом медалей.